# HD 179366
HD 179366，又名CP-66 3417，SAO 254515、HR 7278，是一颗恒星，视星等为5.53，位于銀經329.22，銀緯-27.27，其B1900.0坐标为赤經19h 7m 8.8s，赤緯-66° -27.27′ 0″。